# 조르주 브레기
조르주 브레기(프랑스어: Georges Bregy, 1958년 2월 17일 ~ )는 스위스의 축구 선수, 지도자이다. 현역 시절 포지션은 스트라이커와 중앙 미드필더였으며, 지난 1994년 FIFA 월드컵 첫 경기에서 미국을 상대로 득점을 기록했다.